# Emilio Corbière
Emilio Jorge Corbière (Buenos Aires, 4 de agosto de 1943 - 2 de marzo de 2004), fue un profesor universitario, abogado, historiador y periodista que escribió sobre historia política e historia de las ideas de Argentina. Militó en el Partido Socialista Auténtico, fue candidato a convencional constituyente, a senador, miembro de la junta ejecutiva de la Confederación Socialista Argentina, profesor en la Facultad de Ciencias Sociales y en la de Filosofía y Letras de la Universidad de Buenos Aires.

## Actividad profesional

### Ejercicio de la abogacía y la docencia
Cursó parte de sus estudios en La Plata bajo la instrucción del intelectual marxista Silvio Frondizi, y continuó sus estudios de abogado en la Facultad de Derecho de la Universidad de Buenos Aires, en donde dictó clases de derecho político en la cátedra de Andrés López Acotto.
Ejerció su profesión dedicándose al derecho civil; integró el Instituto de Ciencia Política y Derecho Constitucional de la Academia Nacional de Ciencias de Buenos Aires, y la Asociación Argentina de Filosofía del Derecho y fue vocal e  investigador asociado de la Sociedad Científica Argentina.
Estudioso de la obra de Martín Lutero y de las religiones llegó al grado 33, el máximo de la masonería del rito escocés antiguo. Sus cenizas fueron las primeras en colocarse junto a una placa de reconocimiento en una acacia del Templo de la Gran Logia de la Argentina de Libres y Aceptados Masones,
En la Fundación Juan B. Justo dirigió la publicación de la colección Marx XXI, cofundó con otros intelectuales marxistas la Asociación Argentina Antonio Gramsci, sección de la International Gramsci Society (IGS) que tiene sedes en Roma y en Notre Dame, Indiana, Estados Unidos y fue su presidente, tuvo a su cargo el Departamento de Prensa y Difusión en la Subdirección de Prensa y Actividades Culturales de la Biblioteca del Congreso, en la que dictó cursos sobre Política y medios de comunicación, Historia de las ideas y de los partidos políticos y Pensamiento argentino y latinoamericano.
Fue profesor en la Cátedra Libre “Antonio Gramsci”, en la Facultad de Ciencias Sociales y de la Cátedra Libre “José Carlos Mariátegui”, en la Facultad de Filosofía y Letras, en ambos casos de la Universidad de Buenos Aires e intervino como jurado en concursos para la designación de profesores en las carreras de Ciencias de la Comunicación de la Facultad de Ciencias Sociales de Buenos Aires y de la Facultad de Bellas Artes de La Plata.

### Labor periodística
Hizo sus primeros trabajos en La Vanguardia. En 1973 ingresó en La Opinión. Entre 1977 y 1983 trabajó en temas políticos y culturales en La Nación. En la década de 1970 fundó y dirigió una revista de debate político y cultural llamada Italia. Fue jefe de redacción de la revista Todo es historia. En sus últimos tiempos colaboraba en Le Monde Diplomatique en español; era columnista en la revista revista Noticias y conducía el portal argenpress.info.
Escribió para las revistas Confirmado, Primera Plana, Crisis, El Periodista de Buenos Aires, El Porteño, Nueva Presencia, Las Palabras y las Cosas, Descubrir, Reunión, Herramienta revista de debate y crítica marxista, Nueva Sociedad (Caracas) e Icaria, revista de crítica y cultura que dirigió. Publicó en los diarios Tiempo Argentino, Sur y El Cronista. Colaboró en las agencias de noticias Edición Nacional de Medios de Buenos Aires, Prensa Latina de La Habana, Noticias Argentinas, Infosic y Argenpress, que fundó y dirigió.

### Militancia política
Se afilió en su juventud al Partido Socialista Democrático, que dejó disconforme por la postura ambigua respecto de la dictadura y se incorporó a la Confederación Socialista Argentina y fue miembro de su junta ejecutiva. En 1994 fue candidato a convencional constituyente por la Unidad Socialista que encabezó Alfredo Bravo y, al año siguiente, fue candidato a senador. Más adelante militó en el Partido Socialista Auténtico, hasta su renuncia tras la crisis política de 2001, bajo la idea de refundar el socialismo que quedó registrada en su libro póstumo "El mito de la globalización capitalista. Socialismo o barbarie" (Editorial Argenpress, 2006)

## Obra
Entre otras, escribió 
Orígenes del comunismo argentino (El Partido Socialista Internacional) (1984).
El mito alfonsinista. Liberación nacional y lucha de clases en la Argentina (1985); 
El marxismo de Enrique del Valle Iberlucea (1987); 
Estaban entre nosotros. Argentina y el nazismo (1992); 
La Masonería I. Política y sociedades secretas (1998); 
Los catecismos que leyeron nuestros padres. Ideología e imaginario popular en el siglo XX (1999), 
Acerca de los «Manuscritos Económico-Filosóficos de 1844» de Carlos Marx (2000); 
La Masonería II. Tradición y revolución (2001); 
Opus Dei: el totalitarismo católico (2002); 
El mito de la globalización capitalista. Socialismo o barbarie (2006);  
Escribió el ensayo El nuevo Panóptico y la revolución comunicacional (2001), que integra el libro colectivo Poder político y libertad de expresión, preparado por el Instituto de Ciencia Política y Constitucional de la Sociedad Científica Argentina y publicado por la Editorial Abeledo-Perrot.
Fue compilador de la obra Mamá me mima, Evita me ama. La educación argentina en la encrucijada (1999), una selección de ensayos en cuyo estudio preliminar Corbière describe cómo se ha ido pasando de la influencia sarmientina –el liberalismo, el positivismo– hacia una pedagogía que, con el personalismo del primer peronismo, inició una ruptura en los modelos educativos tradicionales, que produjo una crisis que aún continúa.
Al fallecer estaba preparando un estudio sobre los nazis en la Argentina, que se nutría con investigaciones derivadas de la reciente apertura de los archivos de la Cancillería; la obra, que se encontraba en estado avanzado de redacción, que terminará su hijo y principal colaborador. Corbiere fue uno de los entrevistados sobre el tema en el filme Oro nazi en Argentina, dirigido por Rolo Pereyra y estrenado el 7 de abril de 2005.